# Cinnamomum ilicioides
Cinnamomum ilicioides A.Chev. – gatunek rośliny z rodziny wawrzynowatych (Lauraceae Juss.). Występuje naturalnie w północnym Wietnamie oraz południowych Chinach (w prowincji Hajnan oraz w regionie autonomicznym Kuangsi). 

## Morfologia
PokrójZimozielone drzewo dorastające do 5–18 m wysokości. Kora jest podłużnie popękana i ma brązową barwę.
LiścieNaprzemianległe. Mają kształt od owalnego do owalnie eliptycznego. Mierzą 6–11 cm długości oraz 3–6 cm szerokości. Nasada liścia jest klinowa. Blaszka liściowa jest o ostrym lub krótko spiczastym wierzchołku. Ogonek liściowy jest nagi i dorasta do 13–20 mm długości.
OwoceMają odwrotnie jajowaty kształt, osiągają 20 mm długości, mają czarnopurpurową barwę.

## Biologia i ekologia
Rośnie w gęstych lasach oraz zaroślach. Występuje na wysokości do 800 m n.p.m. Owoce dojrzewają w czerwcu.